# Diecezja Oberá
Diecezja Oberá (łac. Dioecesis Oberensis) – diecezja Kościoła rzymskokatolickiego w Argentynie, sufragania archidiecezji Corrientes.

## Historia
13 czerwca 2009 roku papież Benedykt XVI konstytucją apostolską Oberensis erygował diecezję Oberá. Dotychczas wierni z tym terenów należeli do diecezji Posadas i Puerto Iguazú.

## Ordynariusze
- Victor Selvino Arenhart (2009 - 2010)[2]
- Damián Bitar (od 2010)[3]